# Sigara nevadensis
Sigara nevadensis är en insektsart som först beskrevs av Walley 1936.  Sigara nevadensis ingår i släktet Sigara och familjen buksimmare. Inga underarter finns listade i Catalogue of Life.